# 하루노 사쿠라 (다카라즈카 가극단 102기)
하루노 사쿠라(일본어: 春乃 さくら はるの さくら[*], 3월 11일 - )는 다카라즈카 가극단 소라구미 톱여역이다.
교토부 교토시 출신, 부립토바고등학교 출신이다. 키 165cm, 애칭은 "사(さー)", "사쿠(さく)"이다.

## 약력
2014년, 다카라즈카 음악학교에 입학.
2016년, 다카라즈카 가극단 102기생으로 입단. 호시구미 공연 「박쥐/ THE ENTERTAINER!」로 초무대. 그 후 소라구미 배속.
2022년, 「NEVER SAY GOODBYE」로 신인공연 첫 히로인. 일본에서 일어난 코로나19 범유행의 영향으로 인해, 대극장에서의 신인공연은 휴연, 도쿄에서만 신인공연을 하였다.
2023년, 세리카 토아의 상대역으로 7월23일 「Xcalibur 엑스칼리버」 (도쿄 다테모노 Brillia HALL 공연)로 톱콤비 오히로메.

## 주요 무대
| 기간 (월)       | 소속 | 제목                             | 공연장                                 | 배역                                            | 비고                              |
| --------------- | ---- | -------------------------------- | -------------------------------------- | ----------------------------------------------- | --------------------------------- |
| 2016년          |      |                                  |                                        |                                                 |                                   |
| 3- 4            | 호시 | 박쥐                             | 다카라즈카 대극장                      |                                                 | 초무대                            |
| 3- 4            | 호시 | THE ENTERTAINER!                 | 다카라즈카 대극장                      |                                                 | 초무대                            |
| 7 - 10          | 소라 | 엘리자베스 -사랑와 죽음의 론도-  | 다카라즈카 대극장 도쿄 다카라즈카 극장 | 여관 (신인공연)                                 |                                   |
| 2017년          |      |                                  |                                        |                                                 |                                   |
| 2 - 4           | 소라 | 왕비의 관 -Château de la Reine-  | 다카라즈카 대극장 도쿄 다카라즈카 극장 |                                                 |                                   |
| 2 - 4           | 소라 | VIVA! FESTA!                     | 다카라즈카 대극장 도쿄 다카라즈카 극장 |                                                 |                                   |
| 6               | 소라 | 퍼셜 타임 트래블 시공 끝에       | 바우홀                                 | 통행인 / 시녀                                   |                                   |
| 8 - 11          | 소라 | 신들의 토지                      | 다카라즈카 대극장 도쿄 다카라즈카 극장 | 고로비나 양                                     | 본역 : 세토하나 마리              |
| 8 - 11          | 소라 | 클래식 비쥬                      | 다카라즈카 대극장 도쿄 다카라즈카 극장 |                                                 |                                   |
| 2018년          |      |                                  |                                        |                                                 |                                   |
| 1               | 소라 | 불멸의 가시                      | 드라마시티 일본청년관                  | 메이드                                          |                                   |
| 3 - 6           | 소라 | 하늘은 붉은 강가                 | 다카라즈카 대극장 도쿄 다카라즈카 극장 | 민중 공주 / 여관 (신인공연)                     |                                   |
| 3 - 6           | 소라 | 시트러스의 바람                  | 다카라즈카 대극장 도쿄 다카라즈카 극장 |                                                 |                                   |
| 10 - 12         | 소라 | 백로의 성                        | 다카라즈카 대극장 도쿄 다카라즈카 극장 |                                                 |                                   |
| 10 - 12         | 소라 | 이인들의 르네상스                | 다카라즈카 대극장 도쿄 다카라즈카 극장 | 축제의 가수 (신인공연)                          | 본역 : 세토하나 마리              |
| 2019년          |      |                                  |                                        |                                                 |                                   |
| 2               | 소라 | 검은 눈동자                      | 하카타좌                               |                                                 |                                   |
| 2               | 소라 | VIVA! FESTA! in HAKATA           | 하카타좌                               |                                                 |                                   |
| 4 - 7           | 소라 | 오션스 11                        | 다카라즈카 대극장 도쿄 다카라즈카 극장 | 사파이어 (신인공연)                             | 본역 : 하나키 마이아              |
| 8 - 9           | 소라 | 추억의 바르셀로나                | 전국투어                               |                                                 |                                   |
| 8 - 9           | 소라 | NICE GUY!!                       | 전국투어                               |                                                 |                                   |
| 11 - 2020년 2월 | 소라 | El Japón -이스파니아의 사무라이- | 다카라즈카 대극장 도쿄 다카라즈카 극장 | 키쿠 (신인공연)                                 | 본역 : 리사키 시구레              |
| 11 - 2020년 2월 | 소라 | aquavitae!!                      | 다카라즈카 대극장 도쿄 다카라즈카 극장 |                                                 |                                   |
| 2020년          |      |                                  |                                        |                                                 |                                   |
| 8               | 소라 | 장려제 (壮麗帝)                  | 드라마시티                             | 시동 바리럼 / 여관                              |                                   |
| 11 - 2021년 2월 | 소라 | 아나스타시아                     | 다카라즈카 대극장 도쿄 다카라즈카 극장 |                                                 |                                   |
| 2021년          |      |                                  |                                        |                                                 |                                   |
| 4               | 소라 | Hotel Svizra House               | 도쿄건물 Brillia HALL                  | 실비                                            |                                   |
| 6 - 9           | 소라 | 셜록 홈즈 -The Game Is Afoot!-   | 다카라즈카 대극장 도쿄 다카라즈카 극장 | 베카 스트리트 일레귤러즈 아리스 터너 (신인공연) | 본역 : 코하루노 사요              |
| 6 - 9           | 소라 | Délicieux -감미로운 파리-        | 다카라즈카 대극장 도쿄 다카라즈카 극장 |                                                 | 첫 에트와르                       |
| 11 - 12         | 소라 | 프로미세스, 프로미세스           | 드라마시티 도쿄건물 Brillia HALL       | 미스 폴란스키                                   |                                   |
| 2022년          |      |                                  |                                        |                                                 |                                   |
| 2 - 3           | 소라 | NEVER SAY GOODBYE                | 다카라즈카 대극장                      |                                                 |                                   |
| 4 - 5           | 소라 | NEVER SAY GOODBYE                | 도쿄 다카라즈카 극장                   | 캐서린 맥레거 (신인공연)                        | 본역 : 준 하나 신인공연 첫 히로인 |
| 6 - 7           | 소라 | 카르트 와인                      | 도쿄건물 Brillia HALL 드라마시티       |                                                 |                                   |

## 출연 이벤트
- 2016년 12월, 다카라즈카 스페셜 2016 『Music Succession to Next』 (코러스)
- 2017년 12월, 다카라즈카 스페셜 2017 『쥬템므・레뷰 -몽・파리 탄생 90주년-』 (코러스)
- 2018년 7월, 『다카라즈카 파리제 2018』